# Канозеро
Канозеро (рус. Канозеро) велико је слатководно језеро ледничког порекла смештено у јужном делу Мурманске области, на крајњем северозападу европског дела Руске Федерације. Језеро се налази у југозападном делу Кољског полуострва, а административно припада Терском рејону. Преко своје протоке, реке Умбе, повезано је са акваторијом Белог мора.
Акваторија канозера је јако издужена у смеру северозапад-југоисток у дужини од 32 километра. Максимална ширина је до 6 километара. Под ледом је од краја октобра до краја маја. Поред реке Умбе која протиче кроз језеро, у Канозеро се уливају реке Муна и Кана. Река Умба из Канозера отиче у виду три засебна водотока који се касније низводно поново спајају у јединствену целину.
Површина језерске акваторије је 84,3 км², а површина језера налази се на надморској висини од 52 метра. Подручје које отиче ка Вјалозеру обухвата територију површине око 4.920 км².
На обали језера налазе се стене са петроглифима чије време настанка се процењује на период III—II миленијум пре нове ере. Такозвани Канозерски петроглифи који су откривени 1997. налазе се на листи природно-историјских добара Мурманске области.